# Arthur Robinson
Arthur Napoleón Raymond Robinson (n. el 16 de desembre de 1926, en Calder Hall, Trinidad i Tobago - 9 d'abril de 2014) va ser un advocat i polític trinitenc, va ser el tercer president de Trinitat i Tobago.
El 1989, durant la 44a reunió de l'Assemblea General de les Nacions Unides, el president Robinson va proposar la creació d'un Tribunal Internacional Permanent per fer front al tràfic internacional de drogues, un assot del mar Carib.
Per 1990 va haver-hi un intent de cop d'estat en contra seu, perpetrat per la Jamaat al Muslimeen en els quals gran part del seu gabinet de govern van ser retinguts com a ostatges a la seu del parlament, el President Arthur Robinson, va ordenar a l'exèrcit capturar aquest edifici per la força, en aquest acte el mateix Robinson va rebre una bala en la cama.